# Вудленд-Гіллз (Лос-Анджелес)
Вудленд-Хіллз (англ. Woodland Hills, українською Лісисті пагорби) — округ міста Лос-Анджелес у Каліфорнії, США. Розташований в південно-західній області долини Сан-Фернандо, на північний схід від міста Калабасас і на захід від округу Тарзана. На півночі Вудленд-Хіллз межує з Вест-Хіллз, Канога-Парк та Вінненткою.
Найпершими поселенцями у цій галузі були індіанці племені Чумач. В 1769 туди з експедицією Портола прибули білі поселенці, які зіткнулися там з індіанцями і назвали цей регіон Долина дубів. 1922 року Віктор Жирар Кляйнберг купив близько 3 тис. акрів у цій місцевості для залучення туди промислової інфраструктури. Він же висадив там приблизно 120 тис. дерев, через що 1941 року місцевість отримала назву Вудленд-Хіллз.
Згідно з переписом 2000 року населення Вудленд-Хіллз становить 61,092 особи. З них 74,8% — білі, 3,4% — афроамериканці, 7.2% — латиноамериканці, 5.9% — азіати та 6.8% — інші раси.